# Kazimierz Rumsza

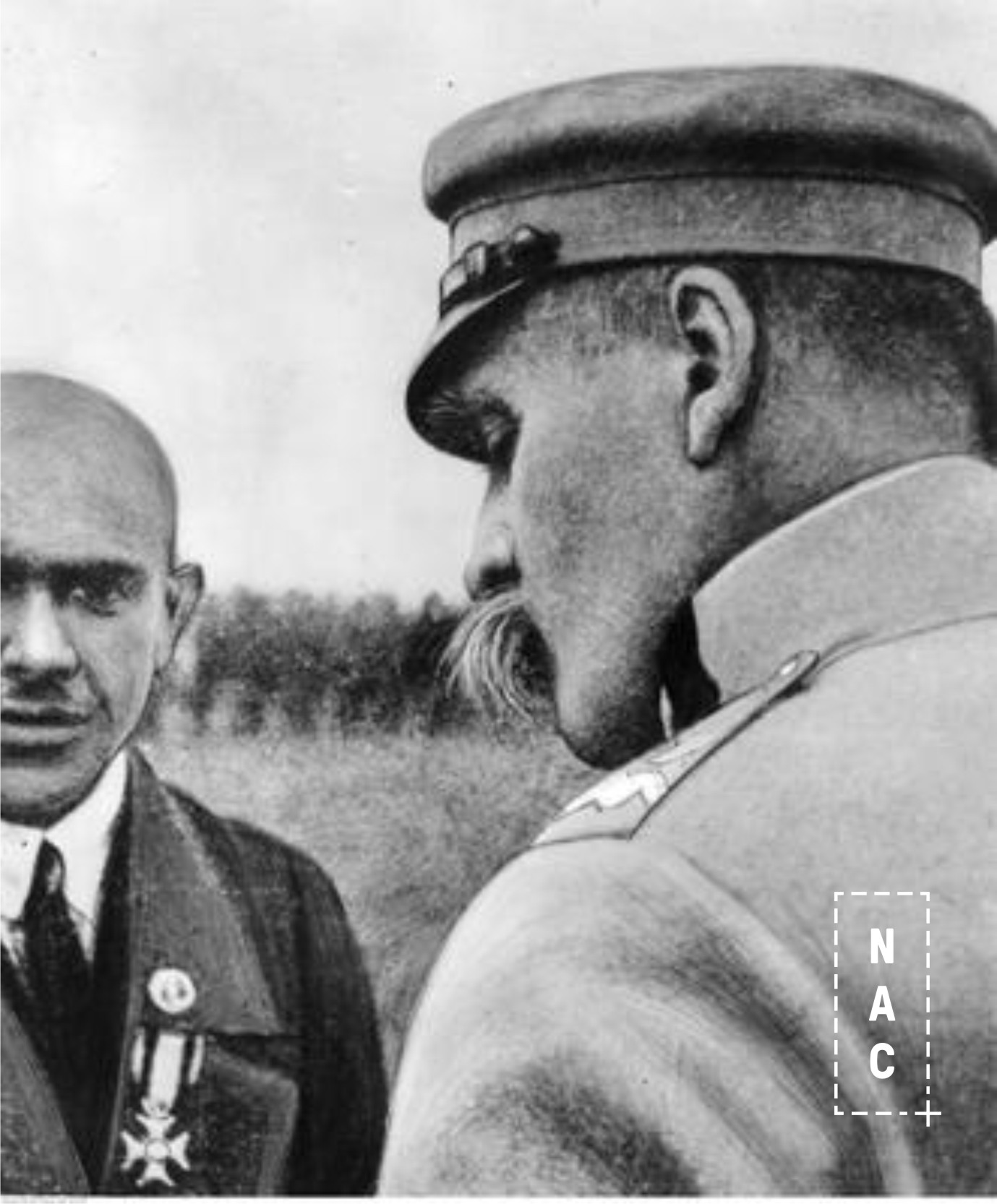
Józef Piłsudski odznacza Kazimierza Rumszę

Kazimierz Rumsza (ur. 20 sierpnia 1886 w majątku Wiłkukompie koło Szwekszni, zm. 28 stycznia 1970 w Londynie) – pułkownik piechoty Wojska Polskiego, działacz niepodległościowy, kawaler Orderu Virtuti Militari, w 1964 mianowany przez Władysława Andersa generałem brygady.

## Życiorys
Urodził się 20 sierpnia 1886 w majątku Wiłkukompie, w ówczesnym powiecie rossieńskim guberni kowieńskiej, w rodzinie Jerzego i Barbary z Jakubowskich. Absolwent gimnazjum w Połądze (1906). Ukończył rosyjską szkołę oficerską w Wilnie, a następnie w 1918 Akademię Sztabu Generalnego w Sankt Petersburgu. Od sierpnia 1914 walczył na froncie, gdzie dostał się do niewoli niemieckiej. Ponownie na froncie od sierpnia 1915. W grudniu 1917 wyznaczony został na stanowisko dowódcy III batalionu 3 pułku strzelców polskich 1 Dywizji Strzelców Polskich I Korpusu Polskiego w Rosji. Od 24 lipca 1918 był szefem sztabu wojsk okręgu uralskiego, a od 12 sierpnia szefem ośrodka mobilizacyjnego wojsk polskich w Rosji. Od 21 stycznia 1919 dowódca 5 Dywizji Strzelców Polskich na Syberii.
Od 20 lipca 1920 w Polsce. W czasie wojny z bolszewikami, od lipca do grudnia 1920, dowodził Brygadą Syberyjską.
„Odznaczył się 20 VIII 1920, gdy na czele swojej brygady zastąpił drogę okrążonym oddziałom 3 Korpusu Gaja, zmuszając je do przekroczenia granicy polsko-niemieckiej /Prusy Wschodnie/”. Za tę postawę otrzymał Order Virtuti Militari.
W grudniu 1920 powierzono mu pełnienie obowiązków dowódcy Dywizji Syberyjskiej. Zweryfikowany w stopniu pułkownika ze starszeństwem z dniem 1 czerwca 1919 roku w korpusie oficerów piechoty. W październiku 1922 na własną prośbę przeniesiony do rezerwy z przydziałem do 72 pułku piechoty w Radomiu. 18 października 1924 powołany został do służby czynnej i z dniem 23 października tego roku przeniesiony do Korpusu Ochrony Pogranicza na stanowisko dowódcy 3 Brygady Ochrony Pogranicza w Wilejce. Używał wówczas tytułu – pułkownik rezerwy powołany do służby czynnej (płk rez. pow. do sł. czyn.). W maju 1926 przeniesiony został z KOP i przydzielony do dyspozycji dowódcy Okręgu Korpusu nr III w Grodnie. Obowiązki dowódcy brygady przejął po nim płk piech. Jan Skorobohaty-Jakubowski. Z dniem 30 czerwca 1928 został zwolniony z czynnej służby wojskowej.
W 1928 został skierowany ponownie na przedwczesną emeryturę. Należał do grupy oficerów niebędących zwolennikami przewrotu majowego 1926.
W czasie II wojny światowej w Polskich Siłach Zbrojnych. Od lutego do lipca 1941 dowodził 8 Brygadą Kadrową Strzelców. 7 sierpnia 1941 został wyznaczony na stanowisko zastępcy komendanta Stacji Zbornej Oficerów Rothesay nazywanej „Wyspą Wężów”. Obowiązki objął 9 października 1941, po powrocie z urlopu wypoczynkowego. Od 18 listopada 1941 pełnił obowiązki komendanta stacji, a 12 grudnia 1941 został mianowany komendantem Stacji Zbornej Oficerów Rothesay. Naczelny Wódz, generał broni Władysław Anders mianował go generałem brygady ze starszeństwem z dniem 1 stycznia 1964 w korpusie generałów.
Zmarł 28 stycznia 1970 w Londynie. Pochowany na cmentarzu Highgate.
Kazimierz Rumsza w 1919 ożenił się z Haliną Ejsymont (Eyssymondtt), z którą miał córkę Annę (ur. 1924).

## Ordery i odznaczenia
- Krzyż Srebrny Orderu Wojskowego Virtuti Militari nr 91 (26 marca 1921)[12][3]
- Krzyż Niepodległości (7 lipca 1931)[13][3]
- Krzyż Oficerski Orderu Odrodzenia Polski (2 maja 1923)[14][3][15][16]
- Krzyż Walecznych (czterokrotnie[3][4], po raz pierwszy w 1921)[17]
- Medal Pamiątkowy za Wojnę 1918–1921[4]
- Medal Dziesięciolecia Odzyskanej Niepodległości[4]
- Order św. Jerzego IV klasy (Rosja)[2]
- Order św. Włodzimierza IV klasy (Rosja) – 18 stycznia 1915 z mieczami i kokardą[18] [2]
- Order św. Anny II, III i IV klasy[2]
- Order św. Stanisława II i III klasy (Rosja)[2]
- Order Wybitnej Służby (Wielka Brytania)[4]
- Złoty Medal Waleczności (Serbia)[4]
- Krzyż Kawalerski Orderu Legii Honorowej (Francja)[2][4]
- Krzyż Wojenny z dwoma palmami (Francja)[2][4]
- Medal Pamiątkowy Wielkiej Wojny (Francja)[4]
- Medal Zwycięstwa (Médaille Interalliée)[4]